# Werner Forßmann
Werner Forßmann (ur. 29 sierpnia 1904 w Berlinie, zm. 1 czerwca 1979 w Schopfheim) – niemiecki lekarz z Eberswalde, absolwent Uniwersytetu Berlińskiego (1929). Stworzył nowe sposoby diagnostyki ludzkiego serca za pomocą cewnikowania.

## Życiorys
W 1929 wprowadził cewnik do prawego przedsionka swojego serca, a w oddziale radiologicznym wykonano zdjęcie rentgenowskie ukazujące cewnik. Za swoje eksperymenty Forßmann został wyrzucony z pracy. Następnie przeniósł się do szpitala klinicznego Charité w Berlinie, do kliniki profesora Ferdynanda Sauerbrucha, z której wkrótce musiał odejść po burzliwej rozmowie z profesorem, co skutkowało końcem jego kariery naukowej. Następne poświęcił się urologii. (Jego metoda z użyciem cewnikowania serca w celach diagnostycznych została ponownie zauważona i rozwinięta 10 lat później przez amerykańskich chirurgów: André Cournanda i Dickinsona W. Richardsa). W czasie II wojny światowej został powołany do Wehrmachtu jako chirurg wojskowy. W 1944 trafił do niewoli i przebywał do końca wojny w obozie jenieckim.
Po powrocie z niewoli podjął pracę w małym szpitalu w Bad Kreuznach jako urolog. W 1956 otrzymał Nagrodę Nobla w dziedzinie medycyny za rewolucyjne odkrycia w dziedzinie kardiologii wraz z André Cournandem i Dickinsonem W. Richardsem. Wyróżnienie to umożliwiło mu objęcie stanowiska szefa chirurgii w Ewangielickim Szpitalu w Düsseldorfie. Wiele uniwersytetów przyznało mu honorowy tytuł profesora chirurgii.